# 이조라인

이조라인의 기

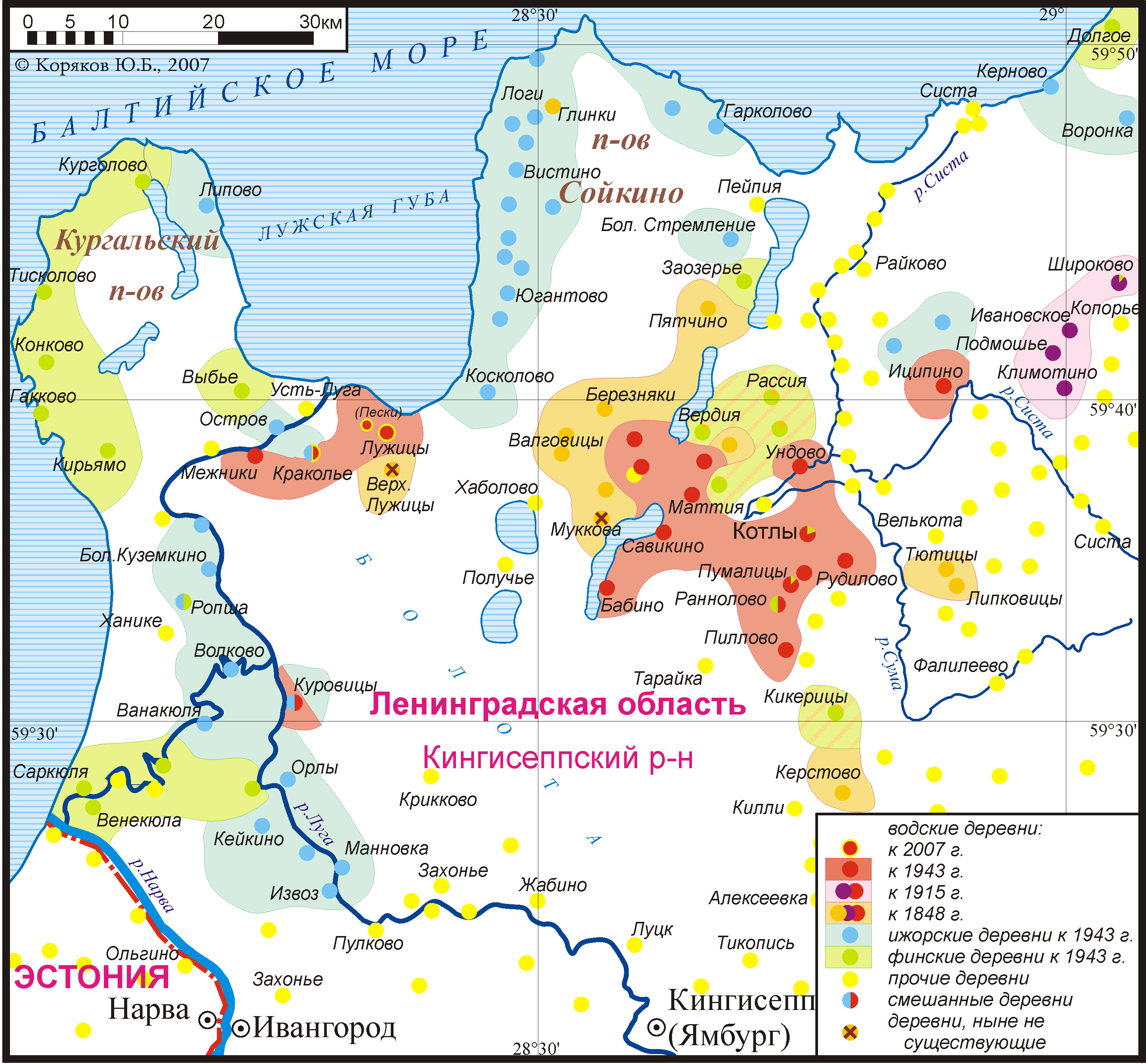
1848–2007년의 발트핀계 언어 분포. 푸른색이 이조라인 마을들

이조리아인 또는 이조라인(잉그리아어: ižorat, ižorit, inkeroiset, 러시아어: ижо́ра; ижо́ры, ижо́рцы, 핀란드어: inkerikot, 에스토니아어: isurid)는 잉그리아에 토착민으로 살던 발트핀계 민족이다. 많은 이들이 동화되었으나 여전히 잉그리아 서부를 중심으로 소수의 이조리아인 인구가 남아있다. 잉그리아인이라는 명칭으로서 같은 지역의 잉그리아 핀인과 혼동되기도 하나 두 민족은 구분되는 역사를 가진다.
전통적으로 핀어군의 카렐리아어와 유사한 잉그리아어를 사용하였으나 오늘날에는 노년층 일부만이 기억하고 있다. 1932~1937년에 라틴 문자 기반의 정서법이 개발되어 교육에 사용하려는 시도가 있었으나 소련 대숙청 중 폐지되었다.

## 같이 보기
- 잉그리아 핀인
- 보트인